# Olympische Sommerspiele 2024/Radsport – Sprint Bahn (Männer)
Der Bahnradsprint der Männer bei den Olympischen Spielen 2024 in Paris wurde vom 7. bis 9. August im Vélodrome National ausgetragen.

## Ablauf
Am 7. August fanden folgende Läufe statt:
- Alle 30 Fahrer traten in der Qualifikation an, wo sie einzeln eine Zeit über 200 m bei fliegendem Start setzten. Die 6 langsamsten Fahrer schieden aus. Für die übrigen Fahrer diente die Qualifikationszeit zur Erstellung der Setzliste.
- Im so genannten 1/32-Finale fuhren 24 Athleten paarweise gegeneinander, die Sieger kamen direkt weiter. Die zwölf Verlierer traten bei Hoffnungsläufen zu dritt gegeneinander an, die vier Sieger kamen ebenfalls weiter.
- Im so genannten 1/16-Finale fuhren 16 Athleten paarweise gegeneinander, die Sieger kamen direkt weiter. Die acht Verlierer traten bei Hoffnungsläufen zu zweit gegeneinander an, die vier Sieger kamen ebenfalls weiter.
- Im so genannten Achtelfinale fuhren 12 Athleten paarweise gegeneinander, die Sieger kamen direkt weiter. Die sechs Verlierer traten bei Hoffnungsläufen zu dritt gegeneinander an, die zwei Sieger kamen ebenfalls weiter.

Die bis hierhin Ausgeschiedenen wurden nach erreichter Runde und dann nach Qualifikationszeit klassiert. Die folgenden Runden wurden im K.-o.-System nach dem Prinzip „Best of three“ ausgetragen.
- Am 8. August fand das Viertelfinale statt. Dessen Verlierer fuhren in einem einzigen Rennen zu viert die Plätze 5 bis 8 aus.
- Am 9. August fanden das Halbfinale und die Finalläufe um Gold und Bronze statt.

## Rennverlauf
Die Qualifikation für diesen Wettbewerb richtete sich nach einer Nationen-Rangliste, in die die Ergebnisse der Bahnradsport-Weltmeisterschaften 2023, des UCI Track Cycling Nations’ Cups 2023 und 2024 sowie der kontinentalen Meisterschaften 2023 und 2024 eingingen. Israel und Suriname hatten sich für zwei Plätze qualifiziert, nutzen aber jeweils nur einen; diese Plätze wurden an Kolumbien und Kasachstan vergeben.
Als Olympiasieger von Tokio und ununterbrochener Weltmeister seit 2019 war Harrie Lavreysen der große Favorit; mit Jeffrey Hoogland, Jack Carlin, Nicholas Paul, Matthew Richardson, Sébastien Vigier, Azizulhasni Awang und Mateusz Rudyk standen auch fast alle WM-Medaillengewinner der letzten fünf Jahre am Start, lediglich Matthew Glaetzer gab dem Keirin den Vorzug.
In der Qualifikation fuhr zunächst Richardson einen neuen Weltrekord über 200 Meter bei fliegendem Start; er verbesserte Pauls fünf Jahre alte Bestzeit um neun Tausendstelsekunden. Als letzter Starter unterbot Lavreysen diese Marke um drei weitere Tausendstelsekunden auf 9,088 s. Lavreysen und Richardson gewannen denn auch alle ihre Läufe, bis sie im Finale aufeinandertrafen, wie bereits bei den Bahnradsport-Weltmeisterschaften 2022 an gleicher Stelle. Lavreysen siegte erneut und holte nach dem Teamsprint seine zweite Goldmedaille bei diesen Spielen.
Umstritten war zunächst das Viertelfinal-Duell Carlins mit Kaiya Ōta. Letzterer hatte die ersten beiden hart geführten Läufe gewonnen, wurde im zweiten jedoch relegiert. Im entscheidenden dritten Lauf kam Carlin, der seinen Gegner durch Verlassen des Sprintkorridors behindert hatte, mit einer Verwarnung davon, der japanische Protest wurde abgewiesen. Im entscheidenden Lauf um den dritten Platz fuhr Carlin zunächst seinen Gegner Hoogland um, wenngleich bei niedriger Geschwindigkeit; nach Neustart blieb sein erneutes Verlassen des Sprintkorridors ungeahndet. Die niederländische Seite sprach von „Rugby auf Rädern“.

## Ergebnisse
Die angegebenen Zeiten beziehen sich auf die letzten 200 m. Außer in der Qualifikation hatten sie nur statistische Bedeutung.

### Qualifikation
| Rang | Name                | Nation              | Zeit     | Anm.  |
| ---- | ------------------- | ------------------- | -------- | ----- |
| 1    | Harrie Lavreysen    | Niederlande         | 9,088 s  | Q, WR |
| 2    | Matthew Richardson  | Australien          | 9,091 s  | Q     |
| 3    | Michail Jakowlew    | Israel              | 9,152 s  | Q     |
| 4    | Leigh Hoffman       | Australien          | 9,242 s  | Q     |
| 5    | Jack Carlin         | Großbritannien      | 9,247 s  | Q     |
| 6    | Jeffrey Hoogland    | Niederlande         | 9,293 s  | Q     |
| 7    | Hamish Turnbull     | Großbritannien      | 9,346 s  | Q     |
| 8    | Kaiya Ōta           | Japan               | 9,350 s  | Q     |
| 9    | Nicholas Paul       | Trinidad und Tobago | 9,371 s  | Q     |
| 10   | Azizulhasni Awang   | Malaysia            | 9,402 s  | Q     |
| 11   | Mateusz Rudyk       | Polen               | 9,416 s  | Q     |
| 12   | Cristian Ortega     | Kolumbien           | 9,426 s  | Q     |
| 13   | Rayan Helal         | Frankreich          | 9,447 s  | Q     |
| 14   | Sam Dakin           | Neuseeland          | 9,470 s  | Q     |
| 15   | Luca Spiegel        | Deutschland         | 9,479 s  | Q     |
| 16   | Yūta Obara          | Japan               | 9,483 s  | Q     |
| 17   | Sébastien Vigier    | Frankreich          | 9,501 s  | Q     |
| 18   | Zhou Yu             | China               | 9,514 s  | Q     |
| 19   | Vasilijus Lendel    | Litauen             | 9,581 s  | Q     |
| 20   | Tyler Rorke         | Kanada              | 9,603 s  | Q     |
| 21   | Nick Wammes         | Kanada              | 9,612 s  | Q     |
| 22   | Shah Firdaus Sahrom | Malaysia            | 9,635 s  | Q     |
| 23   | Jaïr Tjon En Fa     | Suriname            | 9,637 s  | Q     |
| 24   | Maximilian Dörnbach | Deutschland         | 9,655 s  | Q     |
| 25   | Kevin Quintero      | Kolumbien           | 9,669 s  |       |
| 26   | Kwesi Browne        | Trinidad und Tobago | 9,773 s  |       |
| 27   | Jai Angsuthasawit   | Thailand            | 9,898 s  |       |
| 28   | Liu Qi              | China               | 9,904 s  |       |
| 29   | Jean Spies          | Südafrika           | 9,962 s  |       |
| 30   | Andrei Tschugai     | Kasachstan          | 10,047 s |       |

### 1/32-Finale
| Lauf | #   | Name                | Nation              | Zeit      | Anm. |
| ---- | --- | ------------------- | ------------------- | --------- | ---- |
| A1   | Q1  | Harrie Lavreysen    | Niederlande         | 9,953 s   | Q    |
| A1   | Q24 | Maximilian Dörnbach | Deutschland         | + 0,093 s |      |
| A2   | Q2  | Matthew Richardson  | Australien          | 9,665 s   | Q    |
| A2   | Q23 | Jaïr Tjon En Fa     | Suriname            | + 0,150 s |      |
| A3   | Q3  | Michail Jakowlew    | Israel              | 9,779 s   | Q    |
| A3   | Q22 | Shah Firdaus Sahrom | Malaysia            | + 0,569 s |      |
| A4   | Q4  | Leigh Hoffman       | Australien          | 9,652 s   | Q    |
| A4   | Q21 | Nick Wammes         | Kanada              | + 0,556 s |      |
| A5   | Q5  | Jack Carlin         | Großbritannien      | 9,959 s   | Q    |
| A5   | Q20 | Tyler Rorke         | Kanada              | + 0,190 s |      |
| A6   | Q6  | Jeffrey Hoogland    | Niederlande         | 9,933 s   | Q    |
| A6   | Q19 | Vasilijus Lendel    | Litauen             | + 0,122 s |      |
| A7   | Q7  | Hamish Turnbull     | Großbritannien      | 9,939 s   | Q    |
| A7   | Q18 | Zhou Yu             | China               | + 0,071 s |      |
| A8   | Q8  | Kaiya Ōta           | Japan               | 9,946 s   | Q    |
| A8   | Q17 | Sébastien Vigier    | Frankreich          | + 0,047 s |      |
| A9   | Q9  | Nicholas Paul       | Trinidad und Tobago | 9,887 s   | Q    |
| A9   | Q16 | Yūta Obara          | Japan               | + 0,030 s |      |
| A10  | Q10 | Azizulhasni Awang   | Malaysia            | 9,885 s   | Q    |
| A10  | Q15 | Luca Spiegel        | Deutschland         | + 0,075 s |      |
| A11  | Q11 | Mateusz Rudyk       | Polen               | 9,906 s   | Q    |
| A11  | Q14 | Sam Dakin           | Neuseeland          | + 0,020 s |      |
| A12  | Q12 | Cristian Ortega     | Kolumbien           | 9,943 s   | Q    |
| A12  | Q13 | Rayan Helal         | Frankreich          | + 0,007 s |      |

Hoffnungsläufe
| Lauf | #   | Name                | Nation      | Zeit      | Anm. |
| ---- | --- | ------------------- | ----------- | --------- | ---- |
| B1   | A1  | Maximilian Dörnbach | Deutschland | + 0,071 s |      |
| B1   | A8  | Sébastien Vigier    | Frankreich  | + 0,149 s |      |
| B1   | A9  | Yūta Obara          | Japan       | 9,829 s   | Q    |
| B2   | A2  | Jaïr Tjon En Fa     | Suriname    | 9,999 s   | Q    |
| B2   | A7  | Zhou Yu             | China       | + 0,132 s |      |
| B2   | A10 | Luca Spiegel        | Deutschland | + 0,020 s |      |
| B3   | A3  | Shah Firdaus Sahrom | Malaysia    | + 0,043 s |      |
| B3   | A6  | Vasilijus Lendel    | Litauen     | 9,824 s   | Q    |
| B3   | A11 | Sam Dakin           | Neuseeland  | + 0,794 s |      |
| B4   | A4  | Nick Wammes         | Kanada      | + 1,020 s |      |
| B4   | A5  | Tyler Rorke         | Kanada      | + 0,417 s |      |
| B4   | A12 | Rayan Helal         | Frankreich  | 9,916 s   | Q    |

### 1/16-Finale
| Lauf | #   | Name               | Nation              | Zeit      | Anm. |
| ---- | --- | ------------------ | ------------------- | --------- | ---- |
| C1   | A1  | Harrie Lavreysen   | Niederlande         | 9,902 s   | Q    |
| C1   | B4  | Rayan Helal        | Frankreich          | + 0,109 s |      |
| C2   | A2  | Matthew Richardson | Australien          | 9,477 s   | Q    |
| C2   | B3  | Vasilijus Lendel   | Litauen             | + 0,862 s |      |
| C3   | A3  | Michail Jakowlew   | Israel              | 9,895 s   | Q    |
| C3   | B2  | Jaïr Tjon En Fa    | Suriname            | + 0,157 s |      |
| C4   | A4  | Leigh Hoffman      | Australien          | 9,819 s   | Q    |
| C4   | B1  | Yūta Obara         | Japan               | + 0,255 s |      |
| C5   | A5  | Jack Carlin        | Großbritannien      | 9,831 s   | Q    |
| C5   | A12 | Cristian Ortega    | Kolumbien           | + 0,091 s |      |
| C6   | A6  | Jeffrey Hoogland   | Niederlande         | 9,790 s   | Q    |
| C6   | A11 | Mateusz Rudyk      | Polen               | + 0,284 s |      |
| C7   | A7  | Hamish Turnbull    | Großbritannien      | + 0,034 s |      |
| C7   | A10 | Azizulhasni Awang  | Malaysia            | 9,866 s   | Q    |
| C8   | A8  | Kaiya Ōta          | Japan               | + 0,224 s |      |
| C8   | A9  | Nicholas Paul      | Trinidad und Tobago | 9,949 s   | Q    |

Hoffnungsläufe
| Lauf | #  | Name             | Nation         | Zeit      | Anm. |
| ---- | -- | ---------------- | -------------- | --------- | ---- |
| D1   | C1 | Rayan Helal      | Frankreich     | + 0,048 s |      |
| D1   | C8 | Kaiya Ōta        | Japan          | 10,076 s  | Q    |
| D2   | C2 | Vasilijus Lendel | Litauen        | + 0,044 s |      |
| D2   | C7 | Hamish Turnbull  | Großbritannien | 10,067 s  | Q    |
| D3   | C3 | Jaïr Tjon En Fa  | Suriname       | + 0,054 s |      |
| D3   | C6 | Mateusz Rudyk    | Polen          | 9,868 s   | Q    |
| D4   | C4 | Yūta Obara       | Japan          | 9,835 s   | Q    |
| D4   | C5 | Cristian Ortega  | Kolumbien      | + 0,010 s |      |

### Achtelfinale
| Lauf | #  | Name               | Nation              | Zeit      | Anm. |
| ---- | -- | ------------------ | ------------------- | --------- | ---- |
| E1   | C1 | Harrie Lavreysen   | Niederlande         | 9,845 s   | Q    |
| E1   | D4 | Yūta Obara         | Japan               | + 0,164 s |      |
| E2   | C2 | Matthew Richardson | Australien          | 9,756 s   | Q    |
| E2   | D3 | Mateusz Rudyk      | Polen               | + 0,136 s |      |
| E3   | C3 | Michail Jakowlew   | Israel              | + 0,001 s |      |
| E3   | D2 | Hamish Turnbull    | Großbritannien      | 9,740 s   | Q    |
| E4   | C4 | Leigh Hoffman      | Australien          | + 0,130 s |      |
| E4   | D1 | Kaiya Ōta          | Japan               | 9,774 s   | Q    |
| E5   | C5 | Jack Carlin        | Großbritannien      | 9,961 s   | Q    |
| E5   | C8 | Nicholas Paul      | Trinidad und Tobago | + 0,004 s |      |
| E6   | C6 | Jeffrey Hoogland   | Niederlande         | 9,772 s   | Q    |
| E6   | C7 | Azizulhasni Awang  | Malaysia            | + 0,037 s |      |

Hoffnungsläufe
| Lauf | #  | Name              | Nation              | Zeit      | Anm. |
| ---- | -- | ----------------- | ------------------- | --------- | ---- |
| F1   | E1 | Yūta Obara        | Japan               | 10,043 s  | Q    |
| F1   | E4 | Leigh Hoffman     | Australien          | + 0,190 s |      |
| F1   | E5 | Nicholas Paul     | Trinidad und Tobago | + 0,369 s |      |
| F2   | E2 | Mateusz Rudyk     | Polen               | 9,966 s   | Q    |
| F2   | E3 | Michail Jakowlew  | Israel              | + 0,054 s |      |
| F2   | E6 | Azizulhasni Awang | Malaysia            | + 0,190 s |      |

### Viertelfinale
| Lauf | #  | Name               | Nation         | 1. Lauf   | 2. Lauf   | 3. Lauf   | Anm. |
| ---- | -- | ------------------ | -------------- | --------- | --------- | --------- | ---- |
| G1   | E1 | Harrie Lavreysen   | Niederlande    | 9,720 s   | 9,868 s   | —         | Q    |
| G1   | F2 | Mateusz Rudyk      | Polen          | + 0,273 s | + 0,105 s | —         |      |
| G2   | E2 | Matthew Richardson | Australien     | 9,796 s   | 10,010 s  | —         | Q    |
| G2   | F1 | Yūta Obara         | Japan          | + 0,562 s | + 0,603 s | —         |      |
| G3   | E3 | Hamish Turnbull    | Großbritannien | 9,772 s   | + 0,007 s | + 0,276 s |      |
| G3   | E6 | Jeffrey Hoogland   | Niederlande    | + 0,079 s | 9,774 s   | 9,760 s   | Q    |
| G4   | E4 | Kaiya Ōta          | Japan          | 9,839 s   | REL       | + 0,014 s |      |
| G4   | E5 | Jack Carlin        | Großbritannien | + 0,046 s | 10,108 s  | 9,958 s   | Q    |

Rennen um Plätze 5 bis 8
| Rang | Name            | Nation         | Zeit      | Anm. |
| ---- | --------------- | -------------- | --------- | ---- |
| 5    | Mateusz Rudyk   | Polen          | 9,974 s   |      |
| 6    | Yūta Obara      | Japan          | + 0,127 s |      |
| 7    | Hamish Turnbull | Großbritannien | REL       |      |
| 7    | Kaiya Ōta       | Japan          | REL       |      |

### Halbfinale
| Lauf | #  | Name               | Nation         | 1. Lauf   | 2. Lauf   | 3. Lauf | Anm. |
| ---- | -- | ------------------ | -------------- | --------- | --------- | ------- | ---- |
| H1   | G1 | Harrie Lavreysen   | Niederlande    | 9,537 s   | 9,767 s   | —       | Q    |
| H1   | G4 | Jack Carlin        | Großbritannien | + 0,068 s | + 0,099 s | —       |      |
| H2   | G2 | Matthew Richardson | Australien     | 9,640 s   | 9,698 s   | —       | Q    |
| H2   | G3 | Jeffrey Hoogland   | Niederlande    | + 0,029 s | + 0,092 s | —       |      |

### Finalläufe
Finale um Bronze
| Name             | Nation         | 1. Lauf   | 2. Lauf   | 3. Lauf   | Anm. |
| ---------------- | -------------- | --------- | --------- | --------- | ---- |
| Jack Carlin      | Großbritannien | 9,836 s   | + 0,049 s | 9,680 s   |      |
| Jeffrey Hoogland | Niederlande    | + 0,017 s | 9,863 s   | + 0,041 s |      |

Finale um Gold
| Name               | Nation      | 1. Lauf   | 2. Lauf   | 3. Lauf | Anm. |
| ------------------ | ----------- | --------- | --------- | ------- | ---- |
| Harrie Lavreysen   | Niederlande | 9,578 s   | 9,492 s   | —       |      |
| Matthew Richardson | Australien  | + 0,024 s | + 0,047 s | —       |      |

## Gesamtklassement
| Rang | Name                | Nation              |
| ---- | ------------------- | ------------------- |
| 1    | Harrie Lavreysen    | Niederlande         |
| 2    | Matthew Richardson  | Australien          |
| 3    | Jack Carlin         | Großbritannien      |
| 4    | Jeffrey Hoogland    | Niederlande         |
| 5    | Mateusz Rudyk       | Polen               |
| 6    | Yūta Obara          | Japan               |
| 7    | Hamish Turnbull     | Großbritannien      |
| 7    | Kaiya Ōta           | Japan               |
| 9    | Michail Jakowlew    | Israel              |
| 10   | Leigh Hoffman       | Australien          |
| 11   | Nicholas Paul       | Trinidad und Tobago |
| 12   | Azizulhasni Awang   | Malaysia            |
| 13   | Cristian Ortega     | Kolumbien           |
| 14   | Rayan Helal         | Frankreich          |
| 15   | Vasilijus Lendel    | Litauen             |
| 16   | Jaïr Tjon En Fa     | Suriname            |
| 17   | Sam Dakin           | Neuseeland          |
| 18   | Luca Spiegel        | Deutschland         |
| 19   | Sébastien Vigier    | Frankreich          |
| 20   | Zhou Yu             | China               |
| 21   | Tyler Rorke         | Kanada              |
| 22   | Nick Wammes         | Kanada              |
| 23   | Shah Firdaus Sahrom | Malaysia            |
| 24   | Maximilian Dörnbach | Deutschland         |
| 25   | Kevin Quintero      | Kolumbien           |
| 26   | Kwesi Browne        | Trinidad und Tobago |
| 27   | Jai Angsuthasawit   | Thailand            |
| 28   | Liu Qi              | China               |
| 29   | Jean Spies          | Südafrika           |
| 30   | Andrei Tschugai     | Kasachstan          |